# Delfino Delfini
Delfino Delfini, né le 10 avril 1802 à Rivarolo di Bozzolo, aujourd'hui Rivarolo Mantovano, près de Mantoue, et mort à Parme le 27 septembre 1843, est un graveur et dessinateur néoclassique italien du XIXe siècle.

## Biographie
Né à dans un village tout près de Mantoue, Delfino Delfini suit des cours d'art sous Antonio Isac et étudie au studio de Giacomo Toschi.
Actif principalement à Parme, Delfini est connu pour son portrait de Toschi et pour ses gravures sur cuivre du pape Jules II et de Maddalena Doni, œuvres réputées du peintre Raphaël. Il a notamment collaboré avec Roberto d'Azeglio et Luigi Bardi, respectivement des galeries de Turin et Pitti, à Florence.
Après un certain moment à Parme, Delfini déménage à Rome, où il effectue une quantité importante de gravures de portraits. Il meurt à Parme à l'âge de 41 ans.

## Œuvres
Liste non-exhaustive de ses gravures :
- Musicanti all'osteria, eau-forte, d'après Il Cerano, 22 × 28,7 cm, entre 1836 et 1843, Galleria Sabauda di Torino[4].

## Conservation
Ses œuvres sont aujourd'hui conservées à la collection des estampes de la Galerie nationale de Parme et également à la Galerie des offices.
Dans sa ville natale, qui a changé de nom pour Rivarolo Mantovano, la galerie de la Fondazione Sanguanini expose quelques-uns de ses gravures originales.